# Municipio de Astacinga
El municipio de Astacinga es uno de los 212 municipios del estado mexicano de Veracruz ubicado en la región de las montañas. Su cabecera es la localidad de Astacinga.

## Geografía

### Localización
El territorio del municipio limita al norte con Tlaquilpa y Texhuacán, al este Texhuacán y Tehuipango, al sur con Tehuipango y el estado de Puebla, al oeste con el estado de Puebla y Tlaquilpa.

### Orografía
Ubicado en la Sierra Oriental perteneciente a la Sierra Madre del Sur sobre rocas sedimentarias del cretácico, en sierras de cumbres
tendidas en áreas donde anteriormente había suelos regosol y luvisol.

## Clima
En el territorio municipal se encuentran coexistiendo tres tipos de climas, aunque la gran mayoría del territorio es templado húmedo con abundantes lluvias en verano, aunque también hay semicálido húmedo con lluvias todo el año y templado subhúmedo con lluvias en verano.

## Historia
Durante la época prehispánica formó parte de los Nonoalcos llamados "Pinones", asentados en la región de Zongolica. En la época de la colonia se le conoció como Santa María Asunción Astacinga. En 1831 se vuelve cabecera municipal.

## Flora y fauna
En el municipio se encuentra el de bosque frío con especies como el pino colorado y ayacahuite, y se desarrolla una fauna compuesta por poblaciones de liebres, tejones, tlacuaches, coyotes, armadillos, ardillas, aves como gavilanes y zopilotes.

## Festividades
El 15 de agosto se lleva a cabo su fiesta titular en honor a la virgen de la Asunción.

## Gobierno y administración
El gobierno del municipio está a cargo de su Ayuntamiento, que es electo mediante voto universal, directo y secreto para un periodo de tres años que no son renovables para el periodo inmediato posterior pero sí de forma no continua. Está integrado por el presidente municipal, un síndico único y un regidor, electo por mayoría relativa. Todos entran a ejercer su cargo el día 1 de enero del año siguiente a su elección.

### Subdivisión administrativa
Para su régimen interior, el municipio además de tener una cabecera y manzanas, se divide en rancherías y congregaciones, teniendo estas últimas como titulares a los subagentes y agentes municipales, que son electos mediante auscultación, consulta
ciudadana o voto secreto en procesos organizados por el Ayuntamiento.
En el municipio se cuenta con Acuayucan, congregación que elige a su comisario ejidal por plebiscito.

### Representación legislativa
Para la elección de diputados locales al Congreso de Veracruz y de diputados federales al Congreso de la Unión, el municipio se encuentra integrado en el Distrito electoral local XVIII Zongolica con cabecera en la ciudad de Zongolica y el Distrito electoral federal XVIII Zongolica con cabecera en la ciudad de Zongolica.